# جون ريتشاردز (موسيقي)
جون ريتشاردز (بالإنجليزية: John Richards)‏ هو موسيقي بريطاني، ولد في 1966.

## وصلات خارجية
- الموقع الرسمي